# Flugunfall einer Reims-Cessna F406 am Flughafen Johannesburg
Der Flugunfall einer Reims-Cessna F406 am Flughafen Johannesburg ereignete sich am 3. November 2001. An diesem Tag stürzte eine Reims-Cessna F406 der Fluggesellschaft GJ Air, mit der ein internationaler Frachtflug vom Flughafen Johannesburg zum Flughafen Eros bei der namibischen Hauptstadt Windhoek durchgeführt werden sollte, kurz nach dem Start ab, wobei alle drei Personen an Bord ums Leben kamen. Bei der Unfalluntersuchung wurden mehrere erhebliche Abweichungen von den Betriebsvorschriften festgestellt.

## Flugzeug
Bei der Maschine handelte es sich um eine 1989 in Frankreich durch Reims Aviation gebaute Reims-Cessna F406 Caravan II mit der Werknummer F406-0041. Die Maschine war zunächst mit dem niederländischen Luftfahrzeugkennzeichen PH-ALZ auf einen unbekannten Eigentümer zugelassen. Am 2. Oktober 1998 ließ die US-amerikanische GAS General Aviation Services die Maschine mit dem Kennzeichen N563GA zu. Am 16. Oktober 1998 wurde die Maschine wieder abgemeldet und nach Südafrika exportiert. Sie wurde von der GJ Air mit dem Luftfahrzeugkennzeichen ZS-OIG zugelassen. Das zweimotorige Zubringerflugzeug war mit zwei Turboproptriebwerken des Typs Pratt & Whitney Canada PT6A-112 mit je 373 kW (500 PS) ausgestattet, das mit dreiblättrigen Propellern des Typs McCauley Constant Speed mit Enteisung bestückt waren.

## Insassen und Fracht
An Bord der Maschine befand sich eine zweiköpfige Besatzung, bestehend aus einem Flugkapitän und einem Ersten Offizier, außerdem flog auf dem Flug ein einzelner Passagier mit. Die Ladung bestand hauptsächlich aus Expressfrachtpaketen und zwei schweren Stahlstangen mit einer Länge von jeweils etwa drei Metern.

## Unfallhergang
Die Piloten erhielten die Freigabe zum Start von der Startbahn 03R des Flughafens Johannesburg. Die Maschine beschleunigte, rotierte und hob ab. Gegen 03:20 Uhr und nur 106 Sekunden nach dem Abheben schlug die Maschine 700 Meter südlich der Landebahnschwelle mit einer nach unten ausgerichteten linken Tragfläche in ein sumpfiges Gebiet auf. Alle drei Insassen der Maschine kamen dabei ums Leben.

## Ursache
Die Untersuchung ergab, dass die Cessna um etwa 700 Kilogramm überlastet war, das maximale Abhebegewicht war damit um 16 Prozent überschritten. Die Ladung war nicht gesichert und für den beförderten Passagier befand sich in der Maschine weder ein Sitz noch eine Rückhaltevorrichtung. Das Lufttüchtigkeitszeugnis für das Flugzeug war zum Zeitpunkt des Unfalls ungültig, da beide Triebwerke ihre maximal zulässige Betriebszeit zwischen den Überholungen um etwa 185 Stunden überschritten hatten. Der Betreiber ließ diesen Flug durchführen, obwohl er sich völlig bewusst war, dass das bestehende Air Operator Certificate am 31. Oktober 2001 abgelaufen war.
Gemäß dem Abschlussbericht der Flugunfalluntersuchung resultierte der Unfall aus einem Kontrollverlust der Maschine entlang ihrer Nick- und Rollachse. Der Kontrollverlust sei ungefähr 35 bis 40 Sekunden nach dem Abheben aufgetreten. Er sei durch eine Überladung um 16 Prozent sowie eine Überschreitung der Betriebsgrenzen hinsichtlich des Schwerpunkts der Maschine induziert und verschlimmert worden.